# Frederic Rzewski
Frederic Anthony Rzewski, né le 13 avril 1938 à Westfield dans le Massachusetts, et mort le 26 juin 2021, est un compositeur et pianiste virtuose américain.

## Biographie
Frederic Rzewski étudie à l'université Harvard et à l'université de Princeton, où ses professeurs sont respectivement Randall Thompson, Roger Sessions, Walter Piston et Milton Babbitt. En 1960, il se rend en Italie, étape importante dans son développement musical : il y étudie non seulement avec Luigi Dallapiccola, mais entame également une carrière de pianiste interprète de la musique nouvelle, comportant notamment des éléments d'improvisation. Quelques années plus tard, il cofonde le groupe Musica Elettronica Viva en compagnie d'Alvin Curran et de Richard Teitelbaum. Musica Elettronica Viva conçoit la musique en tant que processus collectif et collaboratif, accompagné d'improvisation et de musique électronique « live ». En 1971 il retourne à New York.
En 1977, Rzewski est professeur de composition au Conservatoire royal de musique de Liège en Belgique. Il enseigne de manière occasionnelle dans diverses écoles et universités américaines et européennes parmi lesquelles Yale, l'université de Cincinnati, le California Institute of the Arts, l'université de San Diego et le Conservatoire de La Haye.
En 1985, est créé Les Perses, commande de l’Atelier de recherche et de création pour l'art lyrique, dans le cadre du Festival Radio France Occitanie Montpellier.
La plupart des œuvres de Rzewski ont un contenu ouvertement politique et proposent des éléments d'improvisation. Il a toujours été un marxiste déclaré et un anti-militariste convaincu. Parmi ses œuvres les plus connues, on peut retenir :
- The People United Will Never Be Defeated!, série de 36 variations sur la chanson révolutionnaire El pueblo unido jamás será vencido du groupe Quilapayún sur le modèle des Variations Diabelli de Beethoven;
- Coming Together, constitué d'une série de lettres écrites par un prisonnier de la prison d'État Attica à l'époque des fameuses révoltes qui s'y déroulèrent en 1971 ;
- North American Ballads, quatre pièces basées sur des airs populaires américains ;
- Night Crossing with Fisherman; The Price of Oil et Le Silence des Espaces infinis, qui utilisent une notation graphique.

Nicolas Slonimsky (1993) a dit de lui dans le Baker's Biographical Dictionary of Musicians : « Il est de plus un technicien du piano d'une puissance granitique, capable de produire d'énormes masses de matériau sonore sans nécessairement détruire l'instrument. »
Frederic Rzewski a résidé à Bruxelles en Belgique ; il est le père de plusieurs enfants. Un de ses fils, Jan Rzewski, est saxophoniste de jazz.
En 2009, il reçoit les insignes de docteur honoris causa de l'université de Liège.

## Liste des compositions

### Musique scénique
- The Persians (1985)
- The Triumph of Death (1987–88)

### Musique orchestrale
- Nature Morte, pour petit orchestre (1964)
- A Long Time Man, pour piano et orchestre (1979)
- Satyrica, pour guitare, contrebasse, piano, synthétiseur, vibraphone, percussion et harmonie (1983)
- Una Breve Storia d'Estate, pour trois flûtes et orchestre(1983)
- Scratch Symphony (1997)
- Movable Types (1999)
- Bring Them Home!, pour deux percussionnistes, deux pianistes et orchestre (2004), arrangé pour deux percussionnistes et deux pianistes
- Piano Concerto, pour piano et orchestre (2013)
- A Dog's Life, pour piano et orchestre (2014)

### Musique de chambre
- String Quartet (1955)
- Trio, pour flûte, trompette et piano (1956)
- Pfi, pour 2 flûtes, percussion, violoncelle et piano (1963)
- Speculum Dianae, pour huit instrumentistes improvisateurs (1964)
- Prose Pieces, pour ensemble improvisant (1967–68)
- Les Moutons de Panurge, pour un nombre indéterminé d'instruments mélodiques (1968)
- Last Judgment, pour trombone(s) (1969)
- Second Structure, pour ensemble improvisant (1972)
- Song and Dance, pour flûte, clarinette, contrebasse et vibraphone (1976)
- Thirteen Instrumental Studies, pour ensemble variable (1972–77)
- Moonrise with Memories, pour trombone basse et ensemble (1978)
- Three Pieces, pour saxophone soprano, trombone et piano (1978-81)
- Wails, pour clarinette basse, piano et deux percussions (1984)
- Spots, pour un ensemble de quatre instrumentistes (1986)
- Don't Have it Today, pour un instrumentiste indéterminé et contrebasse (1986)
- The Lost Melody, pour clarinette, piano et deux percussions (1989)
- Roses, pour flûte, clarinette, trompette, tuba, violon, violoncelle, accordéon et percussion (1989)
- Aerial Tarts, pour flûte, clarinette, violon, violoncelle, piano et deux percussions (1990)
- Whangdoodles, pour hammer dulcimer, violon et piano (1990)
- Holes, pour ensemble de quatre à huit instrumentistes (1993)
- Crusoe, pour ensemble de quatre à douze instrumentistes (1993)
- Histories, pour quatre saxophones (1993)
- Whimwhams, pour marimba et quatuor à cordes (1993)
- Family Scenes, pour flûte, trois saxophones, cor, trois trompettes, deux trombones, trombone basse, contrebasse et piano (1995)
- When the Wind Blows, pour flûte, saxophone soprano, saxophone ténor, saxophone baryton, flügelhorn, trombone, guitare, contrebasse et piano (1996)
- Spiritus, pour quatre flûtes à bec et percussion (1997)
- For Hanns, pour flûte, clarinette, violoncelle et piano (1998)
- Trio, pour violon, violoncelle et piano (1998)
- Main Drag, pour percussion et huit instrumentistes ou plus (1999)
- Cradle Rock, pour flûte, saxophone soprano, saxophone ténor, saxophone baryton, flügelhorn, trombone, guitare, contrebasse et piano (1999)
- Pocket Symphony, pour flûte, clarinette, violon, violoncelle, piano et percussion (2000)
- 96, pour cinq instrumentistes (2003)
- Bring Them Home!, pour deux percussionnistes et deux pianistes (2004), arrangement de la version orchestrale
- Fortune, pour quatre violistes parlants (2005)
- Snaps, pour piano et quatuor à cordes (2005)
- Spoils, pour instrumentation variable (2005)
- Natural Things, pour clarinette, saxophone, 2 percussions, violon, violoncelle et piano (2007)
- Knight, Death, and Devil, pour flûte alto, clarinette basse, percussion, trois violons, alto, deux violoncelles et piano (2007-08)
- Blah!, pour huit instrumentistes à vent (2009)
- Flowers 2, pour saxophone alto, xylophone et piano (2009)
- Reeds, pour hautbois, clarinette, clarinette basse, saxophone alto et basson (2009)
- Brussels Diary, pour flûte, clarinette, violon, violoncelle et piano (2010)
- Hard Cuts, pour piano et ensemble (2011)
- 16 Sneakers, pour plusieurs altos (2012)
- Notasonata, pour violon et piano (2015)
- Satires, pour violon et piano (2015)
- Demons, pour violon et piano (2017)
- Words, pour quatuor à cordes (2018)

### Musique instrumentale
- Selfportrait, pour n'importe quel instrumentiste (1964)
- Last Judgement, pour trombone (1969)
- Aria, pour flûte (1981)
- Pennywhistlers, pour flûte à bec (1981)
- Lost and Found, pour percussionniste parlant (1985)
- To the Earth, pour percussionniste parlant (1985)
- Shtick, pour clarinette (1990)
- Knight, pour violoncelle (1992)
- Honk, pour tuba (2004)
- Mollitude, pour flûte (2006)
- Fall of the Empire, pour percussionniste seul (2007)
- 16 Sneakers, pour alto (2012)

### Musique chorale
- Requiem, Part 1, pour récitant, chœur d'hommes et ensemble (1963–67)
- Struggle Song, pour chœur mixte (1973)
- Le silence des Espaces Infinis, pour chœur de femmes, un instrumentiste indéterminé, sept groupes orchestraux et bande (1980)
- Stop the War!, pour chœur mixte (1995)
- Stop the Testing!, pour chœur mixte (1995)
- Ode to the Deserter, pour chœur mixte et accompagnement (2013)

### Musique vocale
- Jefferson, pour voix et piano (1970)
- Freud, pour voix (1970)
- Coming Together, pour récitant et ensemble (1971)
- Attica, pour récitant et ensemble (1972)
- Struggle Song, pour voix et ensemble (1973)
- Nothing Changes, pour voix et piano (1976)
- The Price of Oil, pour deux voix et ensembles (1980)
- Snacks, pour voix, chœur mixte ad libitum et n'importe quel ensemble ad libitum (1981)
- Antigone-Legend, pour voix et piano (1982)
- Egyptian Songs, pour voix et piano (1982)
- Songs, pour voix et piano (1973–83)
- The Liar, pour voix et piano (1983)
- Mayakovsky, pour récitant, piano et quatuor à cordes (1984)
- Mary's Dream, pour soprano, clarinette contrebasse, violoncelle, piano et percussion (1984)
- Force, pour deux récitants et ensemble (1985)
- Chains, pour récitant et 3 ou 4 instrumentistes (1986)
- Love Song, pour voix et un instrumentiste (1987)
- The Waves, pour récitant et ensemble (1988)
- Tinkleberries, pour voix et nombre indéfini d'instrumentiste (1980–90)
- The Burghers of Rostock, pour voix et piano (1992)
- The Love of Money, pour voix et piano (1993)
- Snippets No. 1, pour narrateur et piano (1994)
- Logique, pour voix, flûte, violoncelle et piano (1997)
- Happy Birthday, pour voix (1999)
- No More War, pour huit voix (2005)
- Snippets No. 2, pour narrateur et piano (1994-2006)

### Piano
- Chain of Thought (1953)
- Tabakrauch (1954)
- Preludes (1957)
- Poem (1958)
- Introduction and Sonata, pour deux pianos (1959)
- Study I (1961)
- Study II (1961)
- Falling Music (1971)
- No Place to Go but around (1974)
- 36 Variations on 'The People United Will Never Be Defeated!' (1975)
- Four Pieces (1977)
- Squares (1978)
- North American Ballads (1978–79)
  - Dreadful Memories
  - Which Side are You on?
  - Down by the Riverside
  - Winnsboro Cotton Mill Blues, aussi pour deux pianos (1980)
- The Housewife's Lament, (à l'origine pour clavecin puis réécrit pour piano) (1980)
- A Machine, pour deux pianos (1984)
- Eggs (1986)
- Steptangle (1986)
- The Turtle and the Crane (1988)
- Mayn Yingele (1988)
- To His Coy Mistress, pour pianiste parlant ou chantant (1988)
- Fantasia (1989)
- Bumps (1990)
- Ludes (1990–91)
- Sonata (1991)
- De Profundis (1991–92)
- Andante con Moto (1992)
- A Life (1992)
- Night Crossing with Fisherman, pour deux pianos (1994)
- Fougues (1994)
- It Makes A Long Time Man Feel Bad, Ballade No.5 (1997, révisé en 2004, adapté de A Long Time Man)
- Michael Bakunin, Rentier, pour pianiste parlant  (2000)
- When the Wind Blows, pour deux pianos (1996-2002)
- The Road (1995–2003)
  - Turns (1995)
  - Tracks (1996)
  - Tramps (1997)
  - Stops (1998)
  - A Few (1999)
  - Travelling with Children (1999)
  - Final Preparations (1999–2002)
  - The Big Day Arrives (2002–03)
- Johnny Has Gone for a Soldier (2003)
- Cadenza (2003), pour le 4ème concerto de Beethoven
- Dust (2003)
- Spells (2004)
- Second Hand, pour piano main gauche (2005)
- Rubinstein in Berlin, pour pianiste parlant (2008)
- 10 War Songs (2008)
- Flowers 1, pour pianiste parlant (2009)
- Nanosonatas (2006-10)
- Etude (2010)
- 3 Piano Pieces (2011)
- Dear Diary, pour pianiste parlant (2014)
- Winter Nights (2014)
- Dreams, Part I (2014)
- Dreams, Part II (2015)
- Songs of Insurrection (2016)
- Saints and Sinners (2016)
- Ages (2017)
- 8 Nocturnes (2017)
- 6 Movements (2019)
- America: A Poem (2020)
- The Naked Truth (2021)

### Autres
- Zoologischer Garten, pour bande (1965)

## Discographie

### Compositions
- Frederic Rzewski - The People United Will Never Be Defeated! (1979)
- Frederic Rzewski - De Profundis (1994)
- Frederic Rzewski - Song and Dance/The Flower-Fed Buffaloes (1980)
- Frederic Rzewski - Night Crossing (1997)
- Frederic Rzewski - No Place to Go but Around (1977)
- Rzewski Plays Rzewski: Piano Works 1975-1999 (2002)
- Frederic Rzewski - Coming Together/Attica/Les Moutons de Panurge (1972) (1990)
- Frederic Rzewski & Peter Weiss - L'instruction - Oratorio (1988)
- Frederic Rzewski - North American Ballads/Squares (1989)
- Frederic Rzewski - Winnsboro Cotton Mill Blues (1980) in Double Edge Us Choice (1992)
- Frederic Rzewski - Piano Music (1996)
- Frederic Rzewski - Four Pieces/Ballad No. 3: Which Side Are You On? (1982)
- Frederic Rzewski - Antigone-Legend (1997)
- Frederic Rzewski - Bumps (1997)
- Frederic Rzewski - The Road (1995-2003): Turns (Part 1), 1995; Tracks (Part 2), 1996; Tramps (Part 3), 1997; Stops (Part 4), 1998; A Few Knocks (Part 5), 1999; Travelling with Children (Part 6), 1999; Final Preparations (Part 7), 1999-2002; The Big Day Arrives (Part 8), 2002-03;
- Fred comprenant Pocket Symphony, Coming Together, et Les Moutons de Panurges par le Eighth Blackbird, Cedille Records, 2005.
- Frederic Rzewski - Dream, imposé pour la demi-finale de Concours Reine Elisabeth, 2013.

### Interprétations
- Marc-Henri Cykiert - Capriccio Hassidico (1991)
- Musica Elettronica Viva - United Patchwork (1977)
- Musica Elettronica Viva - Leave The City
- Musica Elettronica Viva - Spacecraft
- Musica Elettronica Viva - Live 7" (Recorded live at Philgena Oakland CA 1994)
- Cornelius Cardew - We Sing For The Future!
- Tom Johnson - An Hour for Piano (1985)
- Henri Pousseur - Aquarius-Memorial
- Henri Pousseur - La Guirlande de Pierre
- Karlheinz Stockhausen - Klavierstück X (LP Wergo)